# Quenta Silmarillion
El «Quenta Silmarillion» es una colección de leyendas ficticias escritas por J. R. R. Tolkien. Fue publicada tras la muerte del autor en El Silmarillion, junto con otros cuatro relatos más cortos. Dado que Tolkien no terminó el relato, fue acabado por su hijo Christopher con la ayuda de Guy Gavriel Kay. El título, «Quenta Silmarillion», se traduce del quenya como «Historia de los Silmarils».
Narra de forma sumamente resumida los primeros días de Arda, desde la creación de las Lámparas de los Valar hasta la Gran Batalla y la expulsión de Melkor de la Tierra Media al final de la Primera Edad del Sol. Se compone de los relatos de los Eldar de Beleriand y se centra en la rebelión de los Noldor y en la Guerra de las Grandes Joyas. Hace hincapié en las hazañas de los Edain (Hombres Mortales) y los Eldar mismos, como tema principal de la historia, ya que cuenta la tragedia que aconteció la maldad de Melkor cuando profanó los Dos Árboles y los Silmarils, las obras más extraordinarias de los  Valar y los hijos de Ilúvatar.
La «Ainulindalë» y el «Valaquenta», están muy relacionados con este.
- Datos: Q331061